# Landkreis Offenbach
Landkreis Offenbach er en Landkreis i regierungsbezirk Darmstadt i den sydlige del af tyske delstat Hessen.  
Den grænser til følgende landkreise: Main-Kinzig i nord, Aschaffenburg (Bayern) i øst, Darmstadt-Dieburg, Groß-Gerau i syd, og de kreisfrie byer Frankfurt am Main, Offenbach am Main og Darmstadt i vest.
Dietzenbach fungere som administrationsby. 

## Geografi
En stor del af Offenbachs areal på 356 km² er dækket af skov. Den nordlige del af kreisen grænser op til floden Main.

## Byer og kommuner
Kreisen havde 354092  indbyggere pr.  2018-12-31

| Byer | Kommuner                                                      |  |
| --- | ------------------------------------------------------------- |  |
| 1. Dietzenbach, Kreisstadt (34019) 2. Dreieich (42091) 3. Heusenstamm (18973) 4. Langen (Hessen) (37902) 5. Mühlheim am Main (28403) 6. Neu-Isenburg (37668) 7. Obertshausen (24943) 8. Rödermark (28071) 9. Rodgau (45202) 10. Seligenstadt (21293) | 1. Egelsbach (11583) 2. Hainburg (14456) 3. Mainhausen (9488) |  |